# Mali Einsteini
Mali Einsteini (ang. Little Einsteins, 2005) – amerykański serial fabularno-animowany. Emitowany dawniej na kanale Disney Channel, a od 1 września 2010 roku przez Disney Junior. Wyprodukowany we współpracy z Walt Disney Television

## Bohaterowie
- Leoś (ang. Leo – zdrobniale Leonardo) – jest sześcioletnim chłopcem, liderem Małych Einsteinów i to on pilotuje rakietę. Starszy brat Ani.
- Zuzia (ang. June) – jest sześcioletnią dziewczynką, która uwielbia tańczyć. Uwielbia patrzeć w gwiazdy przez teleskop.
- Łukasz (ang. Quincy) – jest pięcioletnim chłopcem, który uwielbia grać na różnych instrumentach muzycznych, ale boi się ciemności.
- Ania (ang. Annie) – jest czteroletnią dziewczynką, która uwielbia śpiewać. Jest młodszą siostrą Leosia. Bardzo lubi zwierzątka, ale nie lubi pająków i nietoperzy.
- Rakieta – jest głównym środkiem transportu Małych Einsteinów, a także dla ich przyjaciół. Rakieta ma zestaw narzędzi i akcesoriów, które pomagają im wykonywać różne misje.

## Spis odcinków
| Nr             | Polski tytuł                                           | Angielski tytuł                                |
| -------------- | ------------------------------------------------------ | ---------------------------------------------- |
|                |                                                        |                                                |
| SERIA PIERWSZA |                                                        |                                                |
|                |                                                        |                                                |
| 01             | Pierścień planety                                      | Ring Around the Planet                         |
|                |                                                        |                                                |
| 02             | Dyrygowanie                                            | I Love to Conduct                              |
|                |                                                        |                                                |
| 03             | Węgierska czkawka                                      | Hungarian Hiccups                              |
|                |                                                        |                                                |
| 04             | Wielorybek                                             | Whale Tale                                     |
|                |                                                        |                                                |
| 05             | Skarb piratów                                          | Pirate’s Treasure                              |
|                |                                                        |                                                |
| 06             | Urodzinowe balony                                      | The Birthday Balloons                          |
|                |                                                        |                                                |
| 07             | Zagadka złotej piramidy                                | The Legend of the Golden Pyramid               |
|                |                                                        |                                                |
| 08             | Latawiec smoka                                         | Dragon Kite                                    |
|                |                                                        |                                                |
| 09             | Kolej na zachód                                        | Go West, Young Train                           |
|                |                                                        |                                                |
| 10             | Farmerka Ania                                          | Farmer Annie                                   |
|                |                                                        |                                                |
| 11             | Mali Einsteini i Halloween                             | Little Einsteins Halloween                     |
|                |                                                        |                                                |
| 12             | Solowa misja Ani                                       | Annie’s Solo Mission                           |
|                |                                                        |                                                |
| 13             | Myszka i Księżyc                                       | The Mouse and the Moon                         |
|                |                                                        |                                                |
| 14             | Dobry rycerz i zły rycerz                              | The Good Knight and the Bad Knight             |
|                |                                                        |                                                |
| 15             | Gwiazdkowe życzenie                                    | The Christmas Wish                             |
|                |                                                        |                                                |
| 16             | Jak zostaliśmy małymi Einsteinami – prawdziwa historia | How We Became Little Einsteins: The True Story |
|                |                                                        |                                                |
| 17             | Skacz Joey                                             | Jump for Joey                                  |
|                |                                                        |                                                |
| 18             | Zorza polarna                                          | The Northern Night Light                       |
|                |                                                        |                                                |
| 19             | O tak, o tak, już wiosna                               | O Yes, O Yes, It’s Springtime                  |
|                |                                                        |                                                |
| 20             | Mały pal totemiczny                                    | A Tall Totem Tale                              |
|                |                                                        |                                                |
| 21             | Niezwykła historia wielkiego pomniejszenia             | The Incredible Shrinking Adventure             |
|                |                                                        |                                                |
| 22             | Kaczątko                                               | Duck, Duck, June                               |
|                |                                                        |                                                |
| 23             | Rakietowe safari                                       | Rocket Safari                                  |
|                |                                                        |                                                |
| 24             | Stuku-puku                                             | Knock on Wood                                  |
|                |                                                        |                                                |
| 25             | Kosmiczne dobranoc                                     | A Galactic Goodnight                           |
|                |                                                        |                                                |
| 26             | Urodzinowy robot                                       | The Birthday Machine                           |
|                |                                                        |                                                |
| 27             | Całkiem nowe ubranko                                   | A Brand New Outfit                             |
|                |                                                        |                                                |
| 28             | Zaginione zaproszenie                                  | The Missing Invitation                         |
|                |                                                        |                                                |
| SERIA DRUGA    |                                                        |                                                |
|                |                                                        |                                                |
| 29             | Łukasz i czarodziejskie instrumenty                    | Quincy and the Magic Instruments               |
|                |                                                        |                                                |
| 30             | Na brata i na siostrę zawsze można liczyć              | Brothers and Sisters to the Rescue             |
|                |                                                        |                                                |
| 31             | Szklany pantofelek                                     | The Glass Slipper Ball                         |
|                |                                                        |                                                |
| 32             | Piosenka przyjaźni                                     | Annie’s Love Song                              |
|                |                                                        |                                                |
| 33             | Melodia – muzyczny zwierzak                            | Melody, the Music Pet                          |
|                |                                                        |                                                |
| 34             | Księżniczka kukiełek                                   | The Puppet Princess                            |
|                |                                                        |                                                |
| 35             | Super Szybko!                                          | Super Fast!                                    |
|                |                                                        |                                                |
| 36             | Muzyczna rozmowa                                       | He Speaks Music                                |
|                |                                                        |                                                |
| 37             | Wiolonczelka                                           | Hello, Cello                                   |
|                |                                                        |                                                |
| 38             | Ania i zabawkowy samolocik                             | Annie and the Little Toy Plane                 |
|                |                                                        |                                                |
| 39             | Wyścigi samochodowe                                    | Carmine’s Big Race                             |
|                |                                                        |                                                |
| 40             | Wielki podniebny wyścig – powtórka                     | The Great Sky Race Rematch                     |
|                |                                                        |                                                |
| 41             | Śpiąca fagotka                                         | Sleeping Bassoon                               |
|                |                                                        |                                                |
| 42             | Rakietowa zupa                                         | Rocket Soup                                    |
|                |                                                        |                                                |
| 43             | Balet małych głuptaków niebieskonogich                 | Blue footed Booby Bird Ballet                  |
|                |                                                        |                                                |
| 44             | Rakieta Czerwony Kapturek                              | Little Red Rockethood                          |
|                |                                                        |                                                |
| 45             | Puzzle wielkiego Sfinksa                               | Puzzle of the Sphinx                           |
|                |                                                        |                                                |
| 46             | Pogoń za stadem gęsi                                   | Wild Goose Chase                               |
|                |                                                        |                                                |
| 47             | Ania i pnącze fasoli                                   | Annie and the Beanstalk                        |
|                |                                                        |                                                |
| 48             | Wiatr na księżniczkę                                   | The Wind Up Toy Prince                         |
|                |                                                        |                                                |
| 49             | Lodowa przygoda pana pingwina                          | Mr. Penguin’s Ice Cream Adventure              |
|                |                                                        |                                                |
| 50             | Aniu zdobądź ten mikrofon                              | Annie, Get Your Microphone                     |
|                |                                                        |                                                |
| 51             | Skarb ukryty za małymi, czerwonymi drzwiami            | The Treasure Behind The Little Red Door        |
|                |                                                        |                                                |
| 52             | Wspaniała tajemnicza nagroda                           | The Secret Mystery Prize                       |
|                |                                                        |                                                |
| 53             | Przegryzka dla zwierzaków                              | Animal Snack Time                              |
|                |                                                        |                                                |
| 54             | Wspaniałe zagadki Schuberta                            | The Great Schubert’s Guessing Game             |
|                |                                                        |                                                |
| 55             | Łukasz i instrumenty-dinozaury                         | Quincy and the Instrument Dinosaurs            |
|                |                                                        |                                                |
| 56             | Rakieto, zbuduj domek!                                 | Build It, Rocket!                              |
|                |                                                        |                                                |
| 57             | Melodia i ja                                           | Melody and Me                                  |
|                |                                                        |                                                |
| 58             | Muzyczne potwory                                       | Music Monsters                                 |
|                |                                                        |                                                |
| 59             | Piosenka jednorożca                                    | The Song of the Unicorn                        |
|                |                                                        |                                                |
| 60             | Lot instrumentowych wróżek                             | Flight of the Instrument Fairies               |
|                |                                                        |                                                |
| 61             | Śmieszna skarpeta ratuje cyrk                          | Silly Sock Saves the Circus                    |
|                |                                                        |                                                |
| 62             | Naprzód drużyno!                                       | Go Team!                                       |
|                |                                                        |                                                |
| 63             | Muzyczny robot z dalekiej planety                      | The Music Robot From Outer Space               |
|                |                                                        |                                                |
| 64             | Lekcja pokazowa                                        | Show and Tell                                  |
|                |                                                        |                                                |
| 65             | Rakieta – wóz strażacki                                | Fire Truck Rocket                              |
|                |                                                        |                                                |
| 66             | Rakieta robaczek                                       | Rocket The Bug                                 |
|                |                                                        |                                                |
| 67             | Wielka parada małego słonia                            | Little Elephant’s Big Parade                   |
|                |                                                        |                                                |